# هيثم محمدين
هيثم محمدين أو هيثم فوزي محمدين (4 أغسطس 1982 -)، محامي وناشط حقوقي وسياسي. وهو عضو قيادي في حزب الاشتراكيون الثوريون، وكذلك المؤسّس المشارك لجبهة طريق الثورة - ثوار.

## النشاط الحقوقي
تخرج هيثم فوزي محمدين من جامعة القاهرة عام 2004 بدرجة البكالوريوس في الحقوق. وهو نجل فوزي محمدين، «أشهر القيادات العمالية في تاريخ شركة الحديد والصلب، ولعب دورًا قياديًا في اعتصام الشركة عام 1989». وبرزَ هيثم كعضو في فريق الدفاع عن العمال؛ كما زادت شهرته عقب مواجهته لمحكمة أمن الدولة في أعقاب انتفاضة 6 أبريل من عام 2008. شارَك محمدين في احتجاجات الثورة المصرية عام 2011 واعتُقل لفترة وجيزة ثمّ تمّ التحقيق معه من قبل أمن الدولة أثناء الثورة. لعب دور القيادة في حركة الاشتراكيين الثوريين ونفس الأمر في جبهة طريق الثورة - ثوار، كما لعب دورًا حاسمًا في تنظيم المعارضة وحشدها من أجل الاحتجاج ضد قانون منع التظاهر الذي أقرته الحكومة الانتقالية في عام 2013.

## الحبس الاحتياطي
في 13 مايو 2019، ألقت الشرطة القبض على هيثم محمدين، في محافظة الجيزة، واحتجزته دون السماح له بالاتصال بمحاميه أو عائلته حتى 16 مايو. وكان هيثم محمدين تحت التدابير الاحترازية منذ الإفراج عنه في 30 أكتوبر 2018، بعد خمسة أشهر من «الاحتجاز التعسفي بسبب تهم ملفقة بالتحريض على الاحتجاجات السلمية ضد إجراءات التقشف» بحسب منظمة العفو الدولية. واستمر حبسه احتياطيًا على ذمة إحدى القضايا حتى 15 سبتمبر 2022، عندما أنهت السلطات القضائية والأمنية إجراءات الإفراج عنه، وذلك تنفيذًا لقرار النيابة العامة الصادر بإخلاء سبيله من بين 45 محبوس احتياطيًا على ذمة التحقيق.